# والتر رالی
سر والتر رالی (به انگلیسی: Sir Walter Raleigh) (زاده در حدود ۱۵۵۲ - درگذشته ۲۹ اکتبر ۱۶۱۸) از اعیان و اشراف، نویسنده، شاعر، لشکری، مقرب دربار و کاشف و جهانگرد انگلیسی بود. شهرت او همچنین به سبب معرفی تنباکو به انگلستان می‌باشد.
رالی در خانواده‌ای با مذهب پروتستان در دِوون متولد شد. آگاهی اندکی از دوران جوانیش به طور معین در دست است، هر چند مدتی را در ایرلند سپری کرد و در سرکوب شورشیان مشارکت داشت. بعدها صاحب املاک مصادره شده از ایرلندی‌ها شد.
او به سرعت مورد لطف و توجه ملکه الیزابت اول قرار گرفت و در سال ۱۵۸۵ به مقام شوالیه رسید. در ۱۵۹۱ بدون اجازه ملکه مخفیانه با یکی از ندیمه‌های وی ازدواج کرد و به همین خاطر او و همسرش را به زندان سلطنتی برج لندن فرستادند. بعد از آزادی، او و همسرش به املاکش در دورست رفتند.
در ۱۵۹۴، رالی خبرهایی در مورد یک «شهر طلا» در آمریکای جنوبی شنید و برای پیدا کردن آن با کشتی سفر کرد، او گزارشی اغراق‌آمیز از تجربیات خود را در کتابی چاپ کرد که بخشی از افسانه الدورادو شد. بعد از مرگ ملکه الیزابت در سال ۱۶۰۳ رالی دوباره در زندان برج محبوس شد؛ این بار به اتهام نقش داشتن در توطئه علیه شاه جیمز اول.
او در سال ۱۶۱۶ آزاد شد تا هدایت سفر کاوشی دیگری برای جستجوی الدورادو را بر عهده بگیرد. جستجو ناموفق بود و افراد تحت فرمان او یک پایگاه مرزی اسپانیایی را غارت کردند. وی به انگلستان بازگشت و در سال ۱۶۱۸، برای فرونشاندن خشم اسپانیایی‌ها، او را دستگیر کردند و گردن زدند.
پایتخت ایالت کارولینای شمالی و دومین شهر بزرگ آن در سال ۱۹۷۲ به افتخار وی رالی نامیده شد.